# Třída Tang
Třída Tang byla třída amerických diesel-elektrických ponorek z doby studené války. Postaveno bylo celkem šest jednotek této třídy. Dva páry ponorek byly později prodány Itálii a Turecku, přičemž pátou krátce vlastnil Írán. Všechny ponorky již byly vyřazeny ze služby. Dvě byly zachovány jako muzea.

## Stavba

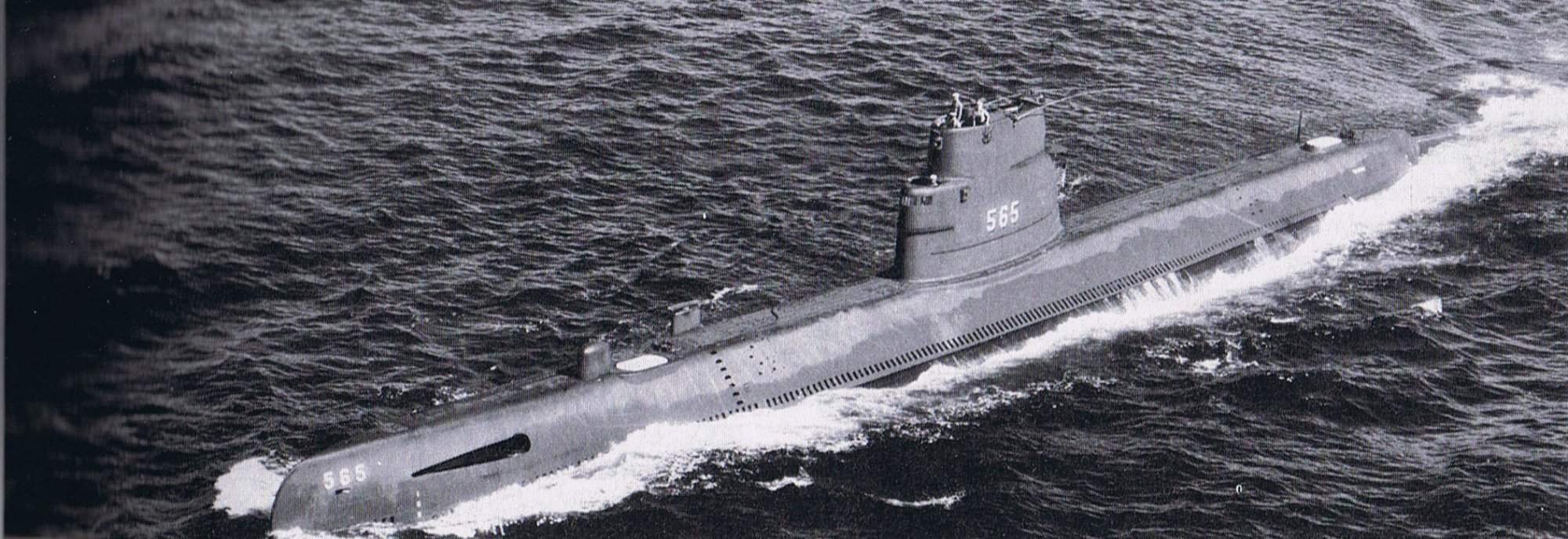
USS Wahoo

Tato třída představovala první americké ponorky, které byly navrženy s cílem maximalizace jejich rychlosti pod hladinou. Využity přitom byly zkušenosti s provozem dvou kořistních německých ponorek Typu XXI. Celkem bylo v letech 1949–1952 postaveno šest ponorek, pojmenovaných USS Tang, USS Trigger, USS Wahoo, USS Trout, USS Gudgeon a USS Harder.

## Konstrukce
Výzbroj tvořilo osm 533mm torpédometů, z toho šest na přídi a dva na zádi. Pohonný systém tvořily dva diesely GM 16-338 (později je nahradily tři diesely Fairbanks-Morse) a dva elektromotory. Lodní šrouby byly dva. Ponorka dosahovala nejvyšší rychlosti 15,5 uzlu na hladině a 18,3 uzlů pod hladinou.

## Zahraniční uživatelé
Italské námořnictvo získalo v letech 1973–1974 ponorky Livio Piomarta (S-515, ex Trigger) a Romeo Romei (S-516, ex Harder). První byla vyřazena roku 1986 a druhá roku 1988.
Turecké námořnictvo provozovalo dvě ponorky této třídy, které mělo původně pronajaty a později je odkoupilo. Jako první byl roku 1980 dodán TCG Pirireis (S-343, ex Tang), který roku 1983 následoval TCG Hızırreis (S-342, ex Gudgeon). Pirireis je dnes vystavena v tureckém Izmiru a Hızırreis je vystavena v muzeu Kocaeli.
Íránské císařské námořnictvo zakoupilo v prosinci 1978 ponorku Trout, přejmenovanou na Kousseh (SS 101). Jelikož však v Íránu proběhla úspěšná islámská revoluce, posádka Kousseh v březnu 1979 ponorku opustila a ponechala ji svému osudu v americkém přístavu New London. Ponorka byla námořnictvu vrácena roku 1992. Nějakou dobu sloužila k experimentům a jako cvičný cíl. V roce 2009 byla sešrotována.